# Аусмюндюр Гвюдмюндссон
Аусмюндюр Гвюдмюндссон (исл. Ásmundur Guðmundsson; 6 октября 1888, Рейкхольт — 29 мая 1969, Акранес) — исландский священник и богослов, епископ Исландии с 1954 по 1959 год. Двоюродный брат и близкий друг восьмого епископа Исландии Сигюргейра Сигюрдссона.

## Биография
Аусмюндюр Гвюдмюндссон родился 6 октября 1888 года в Рейкхольте в семье священника Гвюдмюндюра Хельгасона (исл. Guðmundur Helgason) из Биртингахольт в общине Хрюнаманнахреппюр, который был священником и пробстом в Рейкхольте, и Тоуры Аугусты Аусмюндсдоуттир (исл.  Þóra Ágústa Ásmundsdóttir).
Учился в Копенгагенском университете, где 22 мая 1909 года получил степень кандидата философии и 8 июня 1909 года степень по древнееврейскому языку. Получил 19 июня 1912 года степень кандидата богословия в Исландском университете. Летом 1912 года Аусмюндюр был рукоположен в священники и служил пресвитером в исландских поселениях в Саскачеване с 1912 по 1914 год и в Альберте в течение месяца в 1914 году.
С 24 июня 1915 года был помощником священника в Стиккисхоульмюре, а с 31 мая 1916 года стал приходским священником в общине Хельгафедльсхреппюр. Параллельно со своей священнической деятельностью он преподавал в начальной школе в Стиккисхоульмюре в 1915—1916 годах. Назначен адъюнкт-профессором богословского факультета Исландского университета 24 апреля 1928 года и профессором 24 апреля 1934 года. Учился в постдокторантуре по богословию в университетах Берлина и Йены в 1929 году и в Оксфорде и Кембридже в 1934 году. Декан богословского факультета Исландского университета с 1934 по 1935 год и, по совместительству, лектор в Исландском педагогическом колледже с 1928 по 1954 годы.
После смерти в октябре 1953 года Сигюргейра Сигюрдссона, 30 января 1954 года, Аусмюндюр был избран епископом Исландии. Рукоположен в епископы 20 июня 1954 года в кафедральном соборе Рейкьявика преподобным Бьядни Йонссоном, вспомогательным епископом. Ушел на покой 1 июля 1959 года, а его приемником стал Сигюрбьёдн Эйнарссон. После освобожден от обязанностей епископа Аусмюндюр занимался переводом Библии.
С 27 июня 1915 года Аусмюндюр был в браке со Стейнюнн Сигридюр Магнусдоттир (исл. Steinunn Sigríður Magnúsdóttir) и имел семь детей — четыре сына и три дочери.

## Творчество
Аусмюндюр написал большое число книг и сделал ряд переводов. Некоторые из его книг:
- Frá heimi fagnaðarerindisins: helgidagaræður frá 1. sunnudegi í Aðventu. til 2. páskadags, Reykjavík 1919.
- Ágrip af almennri trúarbragðasögu: minnisgreinar, Reykjavík 1935.
- Samstofna guðspjöllin. Uppruni þeirra og afstaða sín í milli, Reykjavík 1938.
- Haraldur Níelsson, Reykjavík 1938.
- Markúsarguðspjall: skýringar, Reykjavík 1942.
- Þor og þróttur, Reykjavík 1944.
- Ærslaveturinn í 2. bekk í bókinni Minningar úr menntaskóla, Reykjavík 1946, bls. 235—242.
- Saga Ísraelsþjóðarinnar, Reykjavík 1948.
- Fjallræða Jesú og dæmisögur: skýringar, Reykjavík 1948
- Það sem aldrei deyr (Frásögn af Þóru Ásmundsdóttur) в книге Móðir mín, 2. bindi, Reykjavík 1958, bls. 12-21.
- Frá heimi fagnaðarerindisins: helgidagaræður: nýtt safn, Ísafold, Reykjavík 1959.
- Æfi Jesú, Reykjavík 1964.

Самые известные переводы:
- Adolf von Harnack. Kristindómurinn: Fyrirlestrar haldnir við Berlínar-Háskóla veturinn 1899-1900. — Seyðisfirði, 1926.
- David Åhlén. Kirkjusöngurinn á Íslandi // Kirkjuritið. — Reykjavík, 1959. — № 5. — С. 233—235.
- Kaj Munk. Predikun // Kirkjuritið. — Reykjavík, 1943. — № 8. — С. 293—300.
- Leiðin mín. — Reykjavík: Fróði, 1966.
- Kristian Schjelderup. Skoðanir mínar fyrrum og nú // Kirkjuritið. — Reykjavík, 1960. — № 2. — С. 60—65.
- María, Rúmenadrottning. Sýn Vasíls // Kirkjuritið. — Reykjavík, 1946. — № 9. — С. 335—345.
- Richard Åsberg. Katrín frá Bóra // Kirkjuritið. — Reykjavík, 1953. — № 2. — С. 80—87.
- Selma Lagerlöf. Sveitadúkur Veróniku helgu // Kirkjuritið. — Reykjavík, 1943. — № 3. — С. 106—11.
- Selma Lagerlöf. Brunnur vitringanna // Kirkjuritið. — Reykjavík, 1943. — № 9. — С. 315—32.
- Þórður Tómasson. Jólagestur // Kirkjuritið. — Reykjavík, 1945. — № 11. — С. 297—307.